# Christian Eckart
 Christian Eckart (* 1959 in Calgary, Alberta, Kanada) ist ein  kanadisch-amerikanischer bildender Künstler.

## Leben und Werk
Eckart studierte von 1981 bis 1984 Bildhauerei am Alberta College of Art, Canada und schloss 1984 ein Studium der Malerei am Hunter College in New York bei Robert Morris an. Er graduierte 1986 zum Master of Fine Arts. 1994 erhielt Eckart neben der kanadischen auch die US-Staatsbürgerschaft. Seit 2003 lebt er in Houston, Texas.
Christian Eckart ist durch die "Eidolon-Serie", die "Icon-Type Serie", die Andachtsbilder  und die White Paintings in den 1980er und 90er Jahren international bekannt geworden. Sie alle beziehen sich auf Techniken, Inhalte und Traditionen religiöser Kunstwerke seit der Renaissance. In diesen Arbeiten werden vergoldete Leisten und Paneele in Konfigurationen verwendet, die auf Altarbilder, Kreuzformen und Ähnliches verweisen und mit zeitgenössischen Materialien wie Plexiglas, Resopal und Industriefarben kombiniert.
Die Farbpalette ist primär von den religiösen Gemälden der Renaissance und des Barock sowie deren symbolischer Bedeutung abgeleitet. Obwohl die Arbeiten eine skulpturale Charakteristik entwickeln, steht die malerische Dimension und deren Tradition im Vordergrund. Der Künstler arbeitet an überlappenden oder parallelen Serien, wobei immer zwei grundsätzliche Aspekte bedeutend sind: einerseits basieren Eckarts Arbeiten immer auf intellektuellen und philosophischen Reflexionen über kritische Fragestellungen und Folgerungen und deren Beziehung zum Kanon der westlichen Kunst. Dabei verweisen diese „Meta-Paintings“ auf sich selbst, ihr Wesen als künstliches Konstrukt oder physisches Bildobjekt. Andererseits ist es Eckarts Wunsch, dieses künstlerische Anliegen mit Werken umzusetzen, die Qualitäten und Werte von Schönheit, Eleganz, Anmut, Einfachheit, Ruhe und Sinnlichkeit vermitteln, und sich auf das „Post-Romantic-Sublime“ beziehen. Eckarts Werke befassen sich mit dem Paradoxon der Darstellung des nicht Darstellbaren, des Unerkennbaren und Unaussprechlichen. Sie verkörpern das Konzept des „Nichts“ oder der „Leere“ als grundlegende kulturelle Konstruktionen des 20. Und 21. Jahrhunderts. Christian Eckarts Kunst hat in der Überlagerung und Synthese von modernistischer Essenz, Elementen religiöser Kunst des Westens und fernöstlicher Metaphysik eine Brücke zwischen dem „Heiligen“ und dem „Realen“ geschaffen.
Seit den 1990er Jahren verwendet der Künstler überwiegend Aluminium, handpolierte Automobil-Lacke und industrielle Produktionsmethoden für die Realisierung seiner „Meta-Paintings“ - etwa die von Rolls-Royce Anfang des 20. Jahrhunderts entwickelte Lackiertechnik, die wiederum auf der jahrhundertealten chinesischen Lackkunst-Tradition basiert (gilt für die Serien "Sacra Conversazione", "Regular Paintings", "Zootrope Paintings" und "Curved Monochrome Paintings"). Seit etwa 2010 hat Eckart mehrere große Arbeiten für den öffentlichen Raum geschaffen, die hauptsächlich aus dichroitischem Glas bestehen und eine Weiterentwicklung der „Hexagonal Perturbation“-Serie darstellen.

## Einzelausstellungen (Auswahl)
- 2011 Christian Eckart: The Absurd Vehicle and Other Propositions, McClain Gallery, Houston, Texas
- 2009 Christian Eckart: Works and Projects, McClain Gallery, Houston, Texas
- 2006 Christian Eckart: Purpose Driven, McClain Gallery, Houston, Texas
- 2003 Einstein’s Toaster, New Work by Christian Eckart, Galerie Thaddaeus Ropac, Salzburg
- 2002 My Way, Trepanier Baer Gallery, Calgary, Canada
- 2002 Exformation, McClain Gallery, Houston, Texas
- 2001 New Models, Art of this Century, New York
- 2000 Circuits & Zootropes, Galerie Tanit, München
- 2000 Christian Eckart, Windows, Brüssel
- 1999 White Album, Trepanier Baer Gallery, Calgary, Canada
- 1999 Christian Eckart, Galerie Thaddaeus Ropac, Salzburg
- 1999 New Monochromatic Works, Christian Eckart, Robert McClain Gallery, Houston, Texas
- 1998 Christian Eckart, Galerie Ren Blouin-Espace 502, Montreal, Canada
- 1997 Various Logic, Janis Gallery New York
- 1997 Christian Eckart, McClain Gallery, Houston, Texas
- 1997 Face à Face, Galerie Thaddaeus Ropac, Paris
- 1997 Christian Eckart, Works 1986–1996, Galerie Tanit, München
- 1997 Christian Eckart, S.A.T. Exhibition Space, L.I.C., Queens, New York
- 1994 Christian Eckart, Trepanier Baer Gallery, Calgary, Canada
- 1994 Christian Eckart, Galerie Tanit, München
- 1993 Christian Eckart, Abbaye Saint-Andre, Centre d’Art Contemporain, Meymac (F)
- 1993 Paintings - Christian Eckart, Sabine Wachters Fine Arts, Brüssel
- 1993 The Power-Chord Cycle Etching Portfolio, Betsy Senior Contemporary Prints, New York
- 1992 Sacra Conversazione Paintings, Galerie Tanit, Köln
- 1992 Shadow Paintings Project, Rubin Spangle, New York
- 1991 The Power-Chord Cycle, Contemporary Art Gallery, Vancouver, Canada
- 1991 The Real, the Ideal, the Signified, Joseloff Gallery, University of Hartford, Connecticut
- 1991 Sacra Conversazione Paintings, Rubin Spangle Gallery, New York
- 1991 The Power-Chord Cycle, Galerie Thaddaeus Ropac, Paris
- 1990 Christian Eckart, Galerie Philippe Kriwin, Brüssel
- 1990 Forum, Internationale Kunstmesse Düsseldorf, präsentiert von der Galerie Tanit, München
- 1990 The Power-Chord Cycle, llingworth Kerr Gallery, Alberta College of Art, Calgary, Canada
- 1989 Christian Eckart, Rhona Hoffman Gallery, Chicago, Illinois
- 1989 Christian Eckart, Massimo Audiello Gallery, New York
- 1988 Museum ex Horror Vacuii, Galerie ’t Venster, Rotterdam
- 1988 Christian Eckart, Galerie Laage-Salomon, Paris
- 1987 Christian Eckart, Rhona Hoffman Gallery, Chicago, Illinois
- 1987 Christian Eckart, Galerie Tanit, München
- 1986 Christian Eckart, Massimo Audiello Gallery, New York Christian Eckart, Massimo Audiello Gallery, New York
- 1984 Christian Eckart, Paul Kuhn Fine Arts, Calgary, Canada

## Unterrichtstätigkeit (Auswahl)
- 1994–2003 The School of Visual Arts, New York
- Seit 2003 Professur an der Glassell School / Museum of Fine Art, Houston

## Arbeiten  in Museen und Sammlungen
- Art Gallery of North York, Toronto, Canada
- Art Institute of Chicago, Chicago, Illinois
- Australian National Gallery, Melbourne
- Burda Media, Offenburg, Deutschland
- Detroit Institute of Art, Detroit, Michigan
- Edmonton Art Gallery, Edmonton, Alberta, Canada
- Eli Broad Family Foundation and Eli Broad Foundation, Santa Monica, CA
- Ernst and Young Tower, Oxford
- Glenbow Museum, Calgary, Canada
- Blanton Museum of Art, Austin, Texas
- Les Vingt de Groeninge, Brügge, Belgien
- MacKenzie Art Gallery, Regina, Saskatchewan, Canada
- Musée d'art Contemporain, Grenoble
- Museum of Contemporary Canadian Art, North York, Ontario, Canada
- Museum of Fine Art, Houston, Texas
- Museum of Modern Art, New York
- Museum Moderner Kunst Stiftung Ludwig Wien
- New York Public Library, New York
- The Brooklyn Museum, Brooklyn, New York
- The Solomon R. Guggenheim Museum, New York